# 2018–2019-es spanyol labdarúgó-bajnokság (első osztály)
A 2018–2019-es La Liga (szponzorációs nevén La Liga Santander) a spanyol labdarúgó-bajnokság 88. szezonja, mely 2018. augusztus 17-én kezdődött és 2019. május 26-án fejeződött be. A mérkőzések menetrendjét 2018. július 24-én hozták nyilvánosságra. Ezenkívül ez volt az első La Liga szezon, melyben használták a VAR rendszert. A címvédő és egyben a bajnokságot is nyerte az FC Barcelona, így ez volt a 25. bajnoki címük. A 2017–18-as másodosztályból feljutott csapatok a Huesca, a Rayo Vallecano és a Valladolid voltak, melyek a 2018–19-es Segunda Divisiónba kieső Málagát, Las Palmast és Deportivo La Coruñát váltották fel az élvonalban. A Barcelona a bajnoki címét április 28-án biztosította be a Levante elleni 1–0-ra megnyert mérkőzés után.

## Részt vevő csapatok

### Résztvevők és stadionjaik
Atlético Madrid

Getafe

Leganés

Rayo Vallecano

Real Madrid
| Csapat          | Helyszín        | Stadion                 | Befogadóképesség |
| --------------- | --------------- | ----------------------- | ---------------- |
| Alavés          | Vitoria-Gasteiz | Mendizorrotza           | 20               |
| Athletic Club   | Bilbao          | San Mamés               | 53 289           |
| Atlético Madrid | Madrid          | Wanda Metropolitano     | 67 703           |
| Barcelona       | Barcelona       | Camp Nou                | 99 354           |
| Celta Vigo      | Vigo            | Balaídos                | 29 000           |
| Eibar           | Eibar           | Ipurua                  | 7 083            |
| Espanyol        | Barcelona       | Estadi Cornellà-El Prat | 40 500           |
| Getafe          | Getafe          | Coliseum Alfonso Pérez  | 17 000           |
| Girona          | Girona          | Montilivi               | 13 450           |
| Huesca          | Huesca          | El Alcoraz              | 5 500            |
| Leganés         | Leganés         | Municipal de Butarque   | 11 454           |
| Levante         | Valencia        | Ciutat de València      | 26 354           |
| Rayo Vallecano  | Madrid          | Vallecas                | 14 708           |
| Real Betis      | Sevilla         | Benito Villamarín       | 60 720           |
| Real Madrid     | Madrid          | Santiago Bernabéu       | 81 044           |
| Real Sociedad   | San Sebastián   | Anoeta                  | 32 000           |
| Sevilla         | Sevilla         | Ramón Sánchez Pizjuán   | 42 714           |
| Valencia        | Valencia        | Mestalla                | 49 500           |
| Valladolid      | Valladolid      | José Zorrilla           | 26 512           |
| Villarreal      | Vila-real       | El Madrigal             | 24 890           |

## Vezetőedzők, csapatkapitányok, gyártók és mezszponzorok
| Csapat          | Vezetőedző           | Csapatkapitány     | Gyártó cég  | Mezszponzor                                                                |
| --------------- | -------------------- | ------------------ | ----------- | -------------------------------------------------------------------------- |
| Alavés          | Abelardo Fernández   | Manu García        | Kelme       | Betway, LEA, Araba-Álava, Integra Energía, Euskaltel                       |
| Athletic Bilbao | Gaizka Garitano      | Markel Susaeta     | New Balance | Kutxabank                                                                  |
| Atlético Madrid | Diego Simeone        | Diego Godín        | Nike        | Plus500, Hyundai                                                           |
| Barcelona       | Ernesto Valverde     | Lionel Messi       | Nike        | Rakuten, UNICEF, Beko                                                      |
| Celta Vigo      | Fran Escribá         | Hugo Mallo         | Adidas      | Estrella Galicia 0,0, Abanca, Grupo Recalvi                                |
| Eibar           | José Luis Mendilibar | Asier Riesgo       | Puma        | AVIA, HiKOKI                                                               |
| Espanyol        | Rubi                 | Javi López         | Kelme       | Riviera Maya, InnJoo                                                       |
| Getafe          | José Bordalás        | Jorge Molina       | Joma        | Tecnocasa Group, @getafecf                                                 |
| Girona          | Eusebio Sacristán    | Álex Granell       | Umbro       | Marathonbet, Costa Brava                                                   |
| Huesca          | Francisco            | Juanjo Camacho     | Kelme       | Huesca La Magia, DISA, Bodega Sommos, Grupo Cosehisa, El Dorado, Ambar 0,0 |
| Leganés         | Mauricio Pellegrino  | Unai Bustinza      | Joma        | Betway, Sambil Outlet Madrid, BeSoccer, Arriaga Asociados                  |
| Levante         | Paco López           | Pedro López        | Macron      | Betway, Baleària                                                           |
| Rayo Vallecano  | Paco Jémez           | Adri Embarba       | Kelme       | Creditea                                                                   |
| Real Betis      | Quique Setién        | Joaquín            | Kappa       | GreenEarth, Reale Seguros, BeSoccer                                        |
| Real Madrid     | Zinédine Zidane      | Sergio Ramos       | Adidas      | Emirates                                                                   |
| Real Sociedad   | Imanol Alguacil      | Asier Illarramendi | Macron      | Kutxabank, Reale Seguros                                                   |
| Sevilla         | Joaquín Caparrós     | Jesús Navas        | Nike        | Playtika, Betfair, EverFX                                                  |
| Valencia        | Marcelino            | Daniel Parejo      | Adidas      | BLU, beIN Sports, Sesderma, Alfa Romeo                                     |
| Valladolid      | Sergio González      | Javi Moyano        | Hummel      | Cuatro Rayas, Integra Energía, Valladolid Ciudad AmigaSablon:Ref           |
| Villarreal      | Javier Calleja       | Bruno              | Joma        | Pamesa Cerámica, Endavant                                                  |

### Vezetőedző-váltások
| Csapat          | Távozott vezetőedző | A távozás módja            | A távozás ideje    | Helyezés a tabellán | Érkezett vezetőedző | A kinevezés ideje  |
| --------------- | ------------------- | -------------------------- | ------------------ | ------------------- | ------------------- | ------------------ |
| Celta Vigo      | Juan Carlos Unzué   | kirúgták                   | 2018. május 21.    | szezon előtt        | Antonio Mohamed     | 2018. május 22.    |
| Girona          | Pablo Machín        | a Sevillához szerződött    | 2018. május 28.    | szezon előtt        | Eusebio Sacristán   | 2018. június 7.    |
| Real Madrid     | Zinédine Zidane     | lemondott                  | 2018. május 31.    | szezon előtt        | Julen Lopetegui     | 2018. június 12.   |
| Real Sociedad   | Imanol Alguacil     | lejárt a szerződése        | 2018. június 30.   | szezon előtt        | Asier Garitano      | 2018. május 24.    |
| Huesca          | Rubi                | lejárt a szerződése        | 2018. június 30.   | szezon előtt        | Leo Franco          | 2018. május 28.    |
| Sevilla         | Joaquín Caparrós    | felbontották a szerződését | 2018. június 30.   | szezon előtt        | Pablo Machín        | 2018. május 28.    |
| Espanyol        | David Gallego       | felbontották a szerződését | 2018. június 30.   | szezon előtt        | Rubi                | 2018. június 3.    |
| Leganés         | Asier Garitano      | lemondott                  | 2018. június 30.   | szezon előtt        | Mauricio Pellegrino | 2018. június 2.    |
| Athletic Club   | José Ángel Ziganda  | lemondott                  | 2018. június 30.   | szezon előtt        | Eduardo Berizzo     | 2018. május 31.    |
| Huesca          | Leo Franco          | kirúgták                   | 2018. október 9.   | 20.                 | Francisco           | 2018. október 10.  |
| Real Madrid     | Julen Lopetegui     | kirúgták                   | 2018. október 29.  | 9.                  | Santiago Solari     | 2018. október 30.  |
| Celta Vigo      | Antonio Mohamed     | kirúgták                   | 2018. november 12. | 14.                 | Miguel Cardoso      | 2018. november 12. |
| Athletic Bilbao | Eduardo Berizzo     | kirúgták                   | 2018. december 4.  | 18.                 | Gaizka Garitano     | 2018. december 4.  |
| Villarreal      | Javier Calleja      | kirúgták                   | 2018. december 10. | 17.                 | Luis García         | 2018. december 10. |
| Real Sociedad   | Asier Garitano      | kirúgták                   | 2018. december 26. | 15.                 | Imanol Alguacil     | 2018. december 26. |
| Villarreal      | Luis García         | kirúgták                   | 2019. január 29.   | 19.                 | Javier Calleja      | 2019. január 29.   |
| Celta Vigo      | Miguel Cardoso      | kirúgták                   | 2019. március 3.   | 17.                 | Fran Escribá        | 2019. március 3.   |
| Real Madrid     | Santiago Solari     | kirúgták                   | 2019. március 11.  | 3.                  | Zinédine Zidane     | 2019. március 11.  |
| Sevilla         | Pablo Machín        | kirúgták                   | 2019. március 15.  | 6.                  | Joaquín Caparrós    | 2019. március 15.  |
| Rayo Vallecano  | Míchel              | kirúgták                   | 2019. március 18.  | 19.                 | Paco Jémez          | 2019. március 20.  |

## Tabella
| Hely. | Csapat             | M  | Gy | D  | V  | G+ | G– | Gk  | P  | Továbbjutás vagy kiesés      |
| ----- | ------------------ | -- | -- | -- | -- | -- | -- | --- | -- | ---------------------------- |
| 1.    | Barcelona (B)      | 38 | 26 | 9  | 3  | 90 | 36 | +54 | 87 | Bajnokok Ligája-csoportkör   |
| 2.    | Atlético Madrid    | 38 | 22 | 10 | 6  | 55 | 29 | +26 | 76 | Bajnokok Ligája-csoportkör   |
| 3.    | Real Madrid        | 38 | 21 | 5  | 12 | 63 | 46 | +17 | 68 | Bajnokok Ligája-csoportkör   |
| 4.    | Valencia           | 38 | 15 | 16 | 7  | 51 | 35 | +16 | 61 | Bajnokok Ligája-csoportkör   |
| 5.    | Getafe             | 38 | 15 | 14 | 9  | 48 | 35 | +13 | 59 | Európa-liga-csoportkör       |
| 6.    | Sevilla            | 38 | 17 | 8  | 13 | 62 | 47 | +15 | 59 | Európa-liga, 2. selejtezőkör |
| 7.    | Espanyol           | 38 | 14 | 11 | 13 | 48 | 50 | −2  | 53 |                              |
| 8.    | Athletic Club      | 38 | 13 | 14 | 11 | 41 | 45 | −4  | 53 |                              |
| 9.    | Real Sociedad      | 38 | 13 | 11 | 14 | 45 | 46 | −1  | 50 |                              |
| 10.   | Real Betis         | 38 | 14 | 8  | 16 | 44 | 52 | −8  | 50 |                              |
| 11.   | Alavés             | 38 | 13 | 11 | 14 | 39 | 50 | −11 | 50 |                              |
| 12.   | Eibar              | 38 | 11 | 14 | 13 | 46 | 50 | −4  | 47 |                              |
| 13.   | Leganés            | 38 | 11 | 12 | 15 | 37 | 43 | −6  | 45 |                              |
| 14.   | Villarreal         | 38 | 10 | 14 | 14 | 49 | 52 | −3  | 44 |                              |
| 15.   | Levante            | 38 | 11 | 11 | 16 | 59 | 66 | −7  | 44 |                              |
| 16.   | Valladolid         | 38 | 10 | 11 | 17 | 32 | 51 | −19 | 41 |                              |
| 17.   | Celta Vigo         | 38 | 10 | 11 | 17 | 53 | 62 | −9  | 41 |                              |
| 18.   | Girona (K)         | 38 | 9  | 10 | 19 | 37 | 53 | −16 | 37 | Segunda División             |
| 19.   | Huesca (K)         | 38 | 7  | 12 | 19 | 43 | 65 | −22 | 33 | Segunda División             |
| 20.   | Rayo Vallecano (K) | 38 | 8  | 8  | 22 | 41 | 70 | −29 | 32 | Segunda División             |

### Helyezések fordulónként
| Csapat ╲ Forduló | 1         | 2  | 3  | 4  | 5  | 6  | 7  | 8  | 9  | 10 | 11 | 12 | 13 | 14 | 15 | 16 | 17 | 18 | 19 | 20 | 21 | 22 | 23 | 24 | 25 | 26 | 27 | 28 | 29 | 30 | 31 | 32 | 33 | 34 | 35 | 36 | 37 | 38 |   |
| ---------------- | --------- | -- | -- | -- | -- | -- | -- | -- | -- | -- | -- | -- | -- | -- | -- | -- | -- | -- | -- | -- | -- | -- | -- | -- | -- | -- | -- | -- | -- | -- | -- | -- | -- | -- | -- | -- | -- | -- | - |
| Csapat ╲ Forduló | Barcelona | 2  | 2  | 1  | 1  | 1  | 1  | 1  | 2  | 1  | 1  | 1  | 1  | 2  | 1  | 1  | 1  | 1  | 1  | 1  | 1  | 1  | 1  | 1  | 1  | 1  | 1  | 1  | 1  | 1  | 1  | 1  | 1  | 1  | 1  | 1  | 1  | 1  | 1 |
| Atlético Madrid  | 8         | 9  | 10 | 9  | 5  | 3  | 4  | 3  | 5  | 4  | 4  | 3  | 3  | 3  | 3  | 3  | 2  | 2  | 2  | 2  | 2  | 2  | 3  | 2  | 2  | 2  | 2  | 2  | 2  | 2  | 2  | 2  | 2  | 2  | 2  | 2  | 2  | 2  |   |
| Real Madrid      | 4         | 1  | 2  | 2  | 2  | 2  | 2  | 4  | 7  | 9  | 6  | 6  | 6  | 5  | 4  | 4  | 4  | 5  | 4  | 3  | 3  | 3  | 2  | 3  | 3  | 3  | 3  | 3  | 3  | 3  | 3  | 3  | 3  | 3  | 3  | 3  | 3  | 3  |   |
| Valencia         | 11        | 15 | 17 | 17 | 15 | 16 | 14 | 14 | 14 | 14 | 15 | 15 | 11 | 14 | 15 | 14 | 8  | 11 | 11 | 9  | 7  | 8  | 8  | 9  | 9  | 7  | 7  | 7  | 6  | 5  | 6  | 6  | 5  | 6  | 6  | 5  | 4  | 4  |   |
| Getafe           | 17        | 11 | 9  | 5  | 10 | 11 | 9  | 13 | 9  | 8  | 8  | 11 | 12 | 9  | 8  | 7  | 7  | 7  | 6  | 6  | 6  | 5  | 5  | 5  | 4  | 4  | 4  | 4  | 4  | 4  | 4  | 5  | 4  | 4  | 4  | 4  | 5  | 5  |   |
| Sevilla          | 1         | 3  | 5  | 12 | 7  | 5  | 3  | 1  | 4  | 3  | 3  | 2  | 1  | 2  | 2  | 2  | 3  | 3  | 3  | 4  | 4  | 4  | 4  | 4  | 5  | 6  | 6  | 6  | 7  | 6  | 5  | 4  | 6  | 5  | 5  | 6  | 6  | 6  |   |
| Espanyol         | 10        | 4  | 7  | 4  | 8  | 6  | 7  | 5  | 2  | 5  | 2  | 5  | 5  | 7  | 10 | 11 | 14 | 8  | 10 | 13 | 15 | 15 | 12 | 14 | 14 | 13 | 11 | 13 | 14 | 13 | 13 | 12 | 10 | 9  | 10 | 9  | 9  | 7  |   |
| Athletic Club    | 5         | 5  | 6  | 8  | 12 | 15 | 15 | 17 | 17 | 16 | 17 | 17 | 18 | 18 | 18 | 18 | 18 | 17 | 15 | 14 | 11 | 12 | 13 | 11 | 10 | 12 | 12 | 9  | 8  | 8  | 8  | 7  | 7  | 7  | 7  | 7  | 7  | 8  |   |
| Real Sociedad    | 7         | 7  | 8  | 13 | 9  | 10 | 13 | 9  | 10 | 12 | 13 | 10 | 8  | 10 | 13 | 15 | 15 | 12 | 8  | 8  | 9  | 9  | 9  | 7  | 8  | 9  | 9  | 10 | 10 | 9  | 10 | 10 | 11 | 11 | 9  | 8  | 8  | 9  |   |
| Real Betis       | 20        | 18 | 13 | 10 | 13 | 8  | 5  | 8  | 11 | 13 | 14 | 12 | 14 | 11 | 7  | 5  | 6  | 6  | 7  | 7  | 8  | 6  | 7  | 8  | 7  | 8  | 8  | 8  | 9  | 10 | 9  | 9  | 9  | 10 | 11 | 13 | 10 | 10 |   |
| Alavés           | 19        | 17 | 11 | 7  | 3  | 4  | 6  | 6  | 3  | 2  | 5  | 4  | 4  | 4  | 5  | 6  | 5  | 4  | 5  | 5  | 5  | 7  | 6  | 6  | 6  | 5  | 5  | 5  | 5  | 7  | 7  | 8  | 8  | 8  | 8  | 10 | 11 | 11 |   |
| Eibar            | 14        | 19 | 15 | 15 | 11 | 13 | 17 | 12 | 12 | 15 | 12 | 13 | 10 | 12 | 14 | 13 | 13 | 13 | 16 | 11 | 10 | 10 | 10 | 10 | 11 | 10 | 10 | 11 | 11 | 11 | 12 | 13 | 13 | 13 | 12 | 11 | 12 | 12 |   |
| Leganés          | 15        | 12 | 19 | 20 | 20 | 18 | 20 | 18 | 18 | 18 | 18 | 18 | 17 | 16 | 16 | 16 | 16 | 16 | 13 | 15 | 16 | 13 | 11 | 13 | 12 | 11 | 13 | 14 | 12 | 12 | 11 | 11 | 12 | 12 | 13 | 12 | 13 | 13 |   |
| Villarreal       | 16        | 13 | 18 | 14 | 14 | 9  | 12 | 16 | 16 | 17 | 16 | 16 | 16 | 17 | 17 | 17 | 17 | 18 | 19 | 19 | 19 | 19 | 19 | 18 | 18 | 18 | 17 | 17 | 17 | 17 | 18 | 15 | 14 | 14 | 14 | 15 | 14 | 14 |   |
| Levante          | 3         | 10 | 4  | 11 | 16 | 17 | 16 | 11 | 8  | 7  | 7  | 8  | 9  | 6  | 6  | 8  | 10 | 10 | 12 | 10 | 12 | 11 | 14 | 12 | 13 | 15 | 15 | 15 | 15 | 15 | 15 | 16 | 17 | 15 | 16 | 16 | 15 | 15 |   |
| Valladolid       | 13        | 14 | 16 | 19 | 18 | 14 | 10 | 7  | 6  | 6  | 9  | 7  | 13 | 15 | 12 | 12 | 12 | 15 | 14 | 16 | 13 | 14 | 15 | 16 | 16 | 16 | 16 | 16 | 16 | 16 | 17 | 18 | 18 | 17 | 18 | 17 | 16 | 16 |   |
| Celta Vigo       | 9         | 8  | 3  | 3  | 4  | 7  | 8  | 10 | 13 | 10 | 11 | 14 | 15 | 13 | 11 | 9  | 11 | 14 | 17 | 17 | 18 | 16 | 16 | 17 | 17 | 17 | 18 | 18 | 18 | 18 | 16 | 17 | 15 | 16 | 15 | 14 | 17 | 17 |   |
| Girona           | 12        | 16 | 12 | 6  | 6  | 12 | 11 | 15 | 15 | 11 | 10 | 9  | 7  | 8  | 9  | 10 | 9  | 9  | 9  | 12 | 14 | 17 | 17 | 15 | 15 | 14 | 14 | 12 | 13 | 14 | 14 | 14 | 16 | 18 | 17 | 18 | 18 | 18 |   |
| Huesca           | 6         | 6  | 14 | 16 | 17 | 20 | 19 | 20 | 20 | 20 | 20 | 20 | 20 | 20 | 20 | 20 | 20 | 20 | 20 | 20 | 20 | 20 | 20 | 20 | 20 | 20 | 20 | 20 | 20 | 20 | 20 | 20 | 20 | 19 | 20 | 20 | 20 | 19 |   |
| Rayo Vallecano   | 18        | 20 | 20 | 18 | 19 | 19 | 18 | 19 | 19 | 19 | 19 | 19 | 19 | 19 | 19 | 19 | 19 | 19 | 18 | 18 | 17 | 18 | 18 | 19 | 19 | 19 | 19 | 19 | 19 | 19 | 19 | 19 | 19 | 20 | 19 | 19 | 19 | 20 |   |

### Eredmények
| Hazai \ Vendég  | ALA | ATH | ATM | BAR | CEL | EIB | ESP | GET | GIR | HUE | LEG | LEV | RAY | BET | RMA | RSO | SEV | VAL | VLD | VIL |
| --------------- | --- | --- | --- | --- | --- | --- | --- | --- | --- | --- | --- | --- | --- | --- | --- | --- | --- | --- | --- | --- |
| Alavés          | —   | 0–0 | 0–4 | 0–2 | 0–0 | 1–1 | 2–1 | 1–1 | 2–1 | 2–1 | 1–1 | 2–0 | 0–1 | 0–0 | 1–0 | 0–1 | 1–1 | 2–1 | 2–2 | 2–1 |
| Athletic Club   | 1–1 | —   | 2–0 | 0–0 | 3–1 | 1–0 | 1–1 | 1–1 | 1–0 | 2–2 | 2–1 | 3–2 | 3–2 | 1–0 | 1–1 | 1–3 | 2–0 | 0–0 | 1–1 | 0–3 |
| Atlético Madrid | 3–0 | 3–2 | —   | 1–1 | 2–0 | 1–1 | 1–0 | 2–0 | 2–0 | 3–0 | 1–0 | 1–0 | 1–0 | 1–0 | 1–3 | 2–0 | 1–1 | 3–2 | 1–0 | 2–0 |
| Barcelona       | 3–0 | 1–1 | 2–0 | —   | 2–0 | 3–0 | 2–0 | 2–0 | 2–2 | 8–2 | 3–1 | 1–0 | 3–1 | 3–4 | 5–1 | 2–1 | 4–2 | 2–2 | 1–0 | 2–0 |
| Celta Vigo      | 0–1 | 1–2 | 2–0 | 2–0 | —   | 4–0 | 1–1 | 1–1 | 2–1 | 2–0 | 0–0 | 1–4 | 2–2 | 0–1 | 2–4 | 3–1 | 1–0 | 1–2 | 3–3 | 3–2 |
| Eibar           | 2–1 | 1–1 | 0–1 | 2–2 | 1–0 | —   | 3–0 | 2–2 | 3–0 | 1–2 | 1–0 | 4–4 | 2–1 | 1–0 | 3–0 | 2–1 | 1–3 | 1–1 | 1–2 | 0–0 |
| Espanyol        | 2–1 | 1–0 | 3–0 | 0–4 | 1–1 | 1–0 | —   | 1–1 | 1–3 | 1–1 | 1–0 | 1–0 | 2–1 | 1–3 | 2–4 | 2–0 | 0–1 | 2–0 | 3–1 | 3–1 |
| Getafe          | 4–0 | 1–0 | 0–2 | 1–2 | 3–1 | 2–0 | 3–0 | —   | 2–0 | 2–1 | 0–2 | 0–1 | 2–1 | 2–0 | 0–0 | 1–0 | 3–0 | 0–1 | 0–0 | 2–2 |
| Girona          | 1–1 | 1–2 | 1–1 | 0–2 | 3–2 | 2–3 | 1–2 | 1–1 | —   | 0–2 | 0–0 | 1–2 | 2–1 | 0–1 | 1–4 | 0–0 | 1–0 | 2–3 | 0–0 | 0–1 |
| Huesca          | 1–3 | 0–1 | 0–3 | 0–0 | 3–3 | 2–0 | 0–2 | 1–1 | 1–1 | —   | 2–1 | 2–2 | 0–1 | 2–1 | 0–1 | 0–1 | 2–1 | 2–6 | 4–0 | 2–2 |
| Leganés         | 1–0 | 0–1 | 1–1 | 2–1 | 0–0 | 2–2 | 0–2 | 1–1 | 0–2 | 1–0 | —   | 1–0 | 1–0 | 3–0 | 1–1 | 2–2 | 1–1 | 1–1 | 1–0 | 0–1 |
| Levante         | 2–1 | 3–0 | 2–2 | 0–5 | 1–2 | 2–2 | 2–2 | 0–0 | 2–2 | 2–2 | 2–0 | —   | 4–1 | 4–0 | 1–2 | 1–3 | 2–6 | 2–2 | 2–0 | 0–2 |
| Rayo Vallecano  | 1–5 | 1–1 | 0–1 | 2–3 | 4–2 | 1–0 | 2–2 | 1–2 | 0–2 | 0–0 | 1–2 | 2–1 | —   | 1–1 | 1–0 | 2–2 | 1–4 | 2–0 | 1–2 | 2–2 |
| Real Betis      | 1–1 | 2–2 | 1–0 | 1–4 | 3–3 | 1–1 | 1–1 | 1–2 | 3–2 | 2–1 | 1–0 | 0–3 | 2–0 | —   | 1–2 | 1–0 | 1–0 | 1–2 | 0–1 | 2–1 |
| Real Madrid     | 3–0 | 3–0 | 0–0 | 0–1 | 2–0 | 2–1 | 1–0 | 2–0 | 1–2 | 3–2 | 4–1 | 1–2 | 1–0 | 0–2 | —   | 0–2 | 2–0 | 2–0 | 2–0 | 3–2 |
| Real Sociedad   | 0–1 | 2–1 | 0–2 | 1–2 | 2–1 | 1–1 | 3–2 | 2–1 | 0–0 | 0–0 | 3–0 | 1–1 | 2–2 | 2–1 | 3–1 | —   | 0–0 | 0–1 | 1–2 | 0–1 |
| Sevilla         | 2–0 | 2–0 | 1–1 | 2–4 | 2–1 | 2–2 | 2–1 | 0–2 | 2–0 | 2–1 | 0–3 | 5–0 | 5–0 | 3–2 | 3–0 | 5–2 | —   | 0–1 | 1–0 | 0–0 |
| Valencia        | 3–1 | 2–0 | 1–1 | 1–1 | 1–1 | 0–1 | 0–0 | 0–0 | 0–1 | 2–1 | 1–1 | 3–1 | 3–0 | 0–0 | 2–1 | 0–0 | 1–1 | —   | 1–1 | 3–0 |
| Valladolid      | 0–1 | 1–0 | 2–3 | 0–1 | 2–1 | 0–0 | 1–1 | 2–2 | 1–0 | 1–0 | 2–4 | 2–1 | 0–1 | 0–2 | 1–4 | 1–1 | 0–2 | 0–2 | —   | 0–0 |
| Villarreal      | 1–2 | 1–1 | 1–1 | 4–4 | 2–3 | 1–0 | 2–2 | 1–2 | 0–1 | 1–1 | 2–1 | 1–1 | 3–1 | 2–1 | 2–2 | 1–2 | 3–0 | 0–0 | 0–1 | —   |

## Statisztikák
| Helyezés | Játékos             | Klub            | Gólok |
| -------- | ------------------- | --------------- | ----- |
| 1        | Lionel Messi        | Barcelona       | 36    |
| 2        | Karim Benzema       | Real Madrid     | 21    |
| 2        | Luis Alberto Suárez | Barcelona       | 21    |
| 4        | Iago Aspas          | Celta Vigo      | 20    |
| 5        | Cristhian Stuani    | Girona          | 19    |
| 6        | Wissam Ben Yedder   | Sevilla         | 18    |
| 7        | Borja Iglesias      | Espanyol        | 17    |
| 8        | Antoine Griezmann   | Atlético Madrid | 15    |
| 9        | Charles             | Eibar           | 14    |
| 9        | Raúl de Tomás       | Rayo Vallecano  | 14    |
| 9        | Jaime Mata          | Getafe          | 14    |
| 9        | Jorge Molina        | Getafe          | 14    |

| Helyezés | Játékos           | Klub            | Gólpasszok |
| -------- | ----------------- | --------------- | ---------- |
| 1        | Lionel Messi      | Barcelona       | 13         |
| 1        | Pablo Sarabia     | Sevilla         | 13         |
| 3        | Santi Cazorla     | Villarreal      | 10         |
| 3        | Jony              | Alavés          | 10         |
| 5        | José Campaña      | Levante         | 9          |
| 5        | Antoine Griezmann | Atlético Madrid | 9          |
| 7        | Jordi Alba        | Barcelona       | 8          |
| 7        | Wissam Ben Yedder | Sevilla         | 8          |
| 9        | Brais Méndez      | Celta Vigo      | 7          |
| 9        | Sergi Roberto     | Barcelona       | 7          |

### Mesterhármasok
| Játékos             | Klub           | Ellenfél        | Végeredmény | Dátum                | Forduló |
| ------------------- | -------------- | --------------- | ----------- | -------------------- | ------- |
| André Silva         | Sevilla        | Rayo Vallecano  | 4–1 (I)     | 2018. augusztus 19.  | 1       |
| Wissam Ben Yedder   | Sevilla        | Levante         | 6–2 (I)     | 2018. szeptember 23. | 5       |
| Iago Aspas          | Celta Vigo     | Eibar           | 4–0 (H)     | 2018. október 27.    | 10      |
| Luis Alberto Suárez | Barcelona      | Real Madrid     | 5–1 (H)     | 2018. október 28.    | 10      |
| Lionel Messi        | Barcelona      | Levante         | 5–0 (I)     | 2018. december 16.   | 16      |
| Raúl de Tomás       | Rayo Vallecano | Celta Vigo      | 4–2 (H)     | 2019. január 11.     | 19      |
| Júszef el-Neszjrí   | Leganés        | Real Betis      | 3–0 (H)     | 2019. február 10.    | 23      |
| Lionel Messi        | Barcelona      | Sevilla         | 4–2 (I)     | 2019. február 25.    | 25      |
| Wissam Ben Yedder   | Sevilla        | Real Sociedad   | 5–2 (H)     | 2019. március 10.    | 27      |
| Lionel Messi        | Barcelona      | Real Betis      | 4–1 (I)     | 2019. március 17.    | 28      |
| Karim Benzema       | Real Madrid    | Athletic Bilbao | 3–0 (H)     | 2019. április 21.    | 33      |

Jegyzet
(H) – Hazai ; (I) – Idegenbeli

## Hónap játékosa díj a La Ligában (LFP Awards – Monthly)
| Hónap      | Hónap játékosa    | Hónap játékosa  | Jegyzet |
| Hónap      | Játékos           | Klub            | Jegyzet |
| ---------- | ----------------- | --------------- | ------- |
| Szeptember | Lionel Messi      | Barcelona       | [ 60 ]  |
| Október    | Luis Suárez       | Barcelona       | [ 61 ]  |
| November   | Tomáš Vaclík      | Sevilla         | [ 62 ]  |
| December   | Antoine Griezmann | Atlético Madrid | [ 63 ]  |
| Január     | Iñaki Williams    | Athletic Club   | [ 64 ]  |
| Február    | Jaime Mata        | Getafe          | [ 65 ]  |
| Március    | Lionel Messi      | Barcelona       | [ 66 ]  |
| Április    | Iago Aspas        | Celta Vigo      | [ 67 ]  |

## Csapatok száma autonóm közösségkénti bontásban
|   | Autonóm közösség          | Csapatok száma | Csapatok                                                        |
| - | ------------------------- | -------------- | --------------------------------------------------------------- |
| 1 | Madrid autonóm közösség   | 5              | Atlético Madrid, Getafe, Leganés, Rayo Vallecano és Real Madrid |
| 2 | Baszkföld                 | 4              | Alavés, Athletic Club, Eibar és Real Sociedad                   |
| 3 | Katalónia                 | 3              | Barcelona, Espanyol és Girona                                   |
| 3 | Valencia autonóm közösség | 3              | Levante, Valencia és Villarreal                                 |
| 5 | Andalúzia                 | 2              | Real Betis és Sevilla                                           |
| 6 | Aragónia                  | 1              | Huesca                                                          |
| 6 | Kasztília és León         | 1              | Valladolid                                                      |
| 6 | Galicia                   | 1              | Celta Vigo                                                      |